# 316186 Kathrynjoyce
316186 Kathrynjoyce este o planetă minoră (asteroid), cu un diametru de 2,866 km, din centura de asteroizi. A fost descoperită pe 19 mai 2010 la Wide-field Infrared Survey Explorer⁠(d) de Wide-field Infrared Survey Explorer⁠(d). 
Obiectul prezintă o orbită caracterizată de o semiaxă mare de 2,6344461839065 UAi, o excentricitate de 0,28, o înclinație de 10 ° în raport cu ecliptica.